# Citocalasina B
La citocalasina B è una tossina ad effetto rabdomiolitico di produzione di alcuni Mixomyceti che hanno la capacità di parassitare altre specie fungine che a loro volta diventano responsabili di episodi di sindrome rabdomiolitica.
Essa impedisce la creazione dei microtubuli durante la mitosi, cioè fa in modo che i cromosomi non possano dividersi durante la divisione della cellula (profase).